# Maurice Quentin
Maurice Quentin   (Maizières-lès-Metz, 2 de juny de 1920 - Colpo, 19 d'abril de 2013) va ser un ciclista francès que fou professional entre 1945 i 1959. En el seu palmarès destaca, per damunt de tot, una victòria d'etapa al Tour de França de l'any 1953.

## Palmarès
- 1945
  - 1r del Gran Premi del Desembarcament Nord
- 1946
  - 1r del Gran Premi del Courrier Picard
- 1947
  - 1r del Tour de Calvados
  - 1r a Nouan-le-Fuzelier
  - Vencedor d'una etapa al Tour de Lorena
- 1949
  - 1r a la París-Clermont Ferrand
  - 1r del Tour de Calvados
- 1950
  - 1r a Pont-l'Abbé
- 1952
  - 1r als Boucles del Sena
- 1953
  - 1r del Circuit dels 2 Clochers
  - Vencedor d'una etapa al Tour de França
- 1956
  - 1r a Lannion
- 1957
  - 1r del Premi de Sant Joan a La Couronne
  - 1r del Circuit dels Alts Vosges
  - 1r del Gran Premi d'Espéraza

### Resultats al Tour de França
- 1950. Abandona (6a etapa)
- 1951. Abandona (4a etapa)
- 1952. 34è de la classificació general
- 1953. 31è de la classificació general i vencedor d'una etapa
- 1954. 28è de la classificació general
- 1955. 11è de la classificació general
- 1956. 25è de la classificació general
- 1958. Abandona (21a etapa)

### Resultats a la Volta a Espanya
- 1958. Abandona